# 徐 (春秋)
徐（じょ、紀元前20世紀頃 - 紀元前512年）は、夏代から春秋時代にかけて中国に存在した東夷諸国の一つ。徐戎や徐夷、徐方、舒とも称される。

## 概要
夏代から周代にかけては現在の山東省臨沂市郯城県に位置していた。周初に安徽省宿州市泗県、江蘇省宿遷市泗洪県一帯を中心とした。東夷諸国のなかで強大な勢力を誇ったが、春秋時代に楚による攻勢を受け、紀元前512年に呉により滅ぼされた。
『後漢書』東夷伝に「管、蔡は周に畔き、すなわち夷狄を招き誘う。周公これを征し、遂に東夷定まる。康王の時、粛慎また至る。後に徐夷、僭号し、すなわち九夷を率いて以て宗周を伐ち、西して河の上に至る。穆王、そのまさに熾んなるを畏れ、すなわち東方諸侯を分かち、徐偃王に命じてこれを主せしむ」とある。管は河南省鄭州の地でここに周武王の弟の管叔鮮が封じられ、蔡は河南省上蔡県の地で管叔鮮の弟の蔡叔度が封じられた。管叔鮮と蔡叔度は周武王の死後、殷紂王の子の武庚禄父とともに、周成王と周公旦らに反乱を起こしたが、平定された。徐夷が僭号したとあるが、徐は徐州付近の広域地で、徐地域の支配者が周の支配に反乱し、徐偃王を名のって周から自立した。徐偃王は東夷の九夷を率いて周を攻め、周穆王は、徐偃王の軍勢が強力であるのを恐れて、東方に封じていた諸侯を分けて徐偃王に属させた。

## 考証
林泰輔は、朝鮮の「卵生説話」（赫居世居西干、鄒牟王、首露王、五伽耶王、脱解尼師今）と『賢愚経』『法苑珠林』『新唐書』『大越史記全書』『山海経』『大明一統志』『博物志』『後漢書』などにみられるインド古代伝説との類似性、および『三国遺事』に抄録された『駕洛国記』に記される金官加羅国の始祖首露王の夫人の許黄玉が天竺阿踰陀国の王女であることを根拠にして、「古代にインド人が馬剌加海峡を渡って東方に交通し、ついに朝鮮半島の南岸に加羅国を開いた」と述べており、加羅はインド人が切り開いたと指摘しているが、関連して、林泰輔は、張華が著した『博物志』にみられる徐偃王の卵生説話におけるインド古代伝説との類似性から、中国もまたインドから流れてきたものと指摘している。